# ماغنوس تسيلر
ماغنوس زيلر (بالألمانية: Magnus Zeller) (و. 1888 – 1972 م) هو رسام، من ألمانيا، كان عضوًا في الحزب الديمقراطي الاجتماعي الألماني، توفي في برلين الشرقية، عن عمر يناهز 84 عاماً.

## جوائز
حصل على جوائز منها:
- ترتيب الاستحقاق الوطني الفضي.